# Động đất

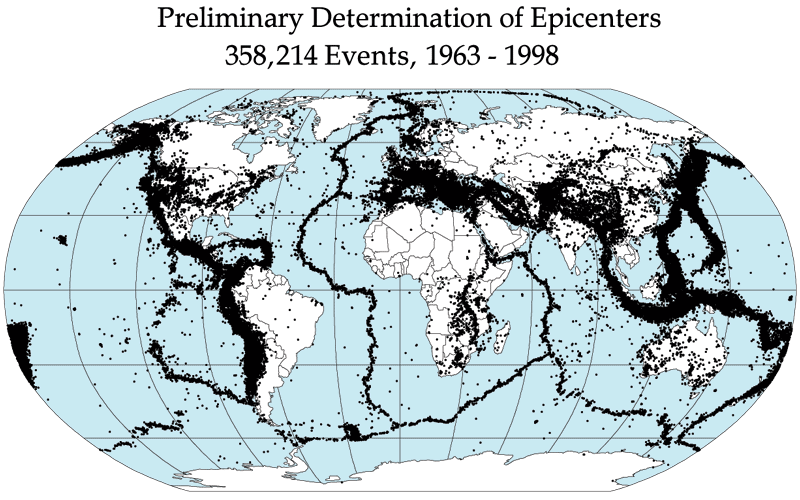
Những chấn tâm động đất toàn cầu, 1963–1

Động đất hay địa chấn (Tiếng Anh: earthquake, Chữ Hán: 地震) là sự rung chuyển trên bề mặt Trái Đất  do kết quả của sự giải phóng năng lượng bất ngờ ở lớp vỏ Trái Đất và phát sinh ra sóng địa chấn. Tần suất, loại và kích thước của trận động đất trải qua trong một khoảng thời gian tại một khu vực được gọi là hoạt động địa chấn. Từ chấn động cũng được sử dụng cho rung động địa chấn nhưng có thể không gây ra động đất. Nó cũng xảy ra ở các hành tinh,vệ tinh có cấu tạo với lớp vỏ ngoài rắn như Trái Đất.
Ở bề mặt Trái Đất, các trận động đất biểu hiện bằng cách rung chuyển và di chuyển hoặc phá vỡ mặt đất. Khi tâm chấn của một trận động đất lớn nằm ngoài khơi, đáy biển có thể bị dịch chuyển đủ để gây ra sóng thần. Động đất cũng có thể kích hoạt lở đất và hoạt động núi lửa.
Theo định nghĩa chung, trận động đất từ được sử dụng để mô tả bất kỳ sự kiện địa chấn nào dù là tự nhiên hay gây ra bởi con người, người tạo ra sóng địa chấn. Động đất được gây ra chủ yếu là do vỡ các đứt gãy địa chất mà còn do các sự kiện khác như hoạt động núi lửa, lở đất, vụ nổ mìn và thử hạt nhân. Điểm vỡ của trận động đất ban đầu được gọi là chấn tiêu (hypocenter) hoặc trọng tâm của nó. Tâm chấn là điểm ở mặt đất ngay phía trên chấn tiêu.

## Động đất xảy ra như thế nào

Ba loại xê dịch mảng gây động đất: A. Trượt-trước B ,C. Đảo ngược

Động đất kiến tạo xảy ra bất cứ nơi nào trên Trái Đất, nơi có đủ năng lượng biến dạng đàn hồi được lưu trữ để thúc đẩy sự lan truyền gãy dọc theo một mặt phẳng đứt gãy. Các mặt của một đứt gãy di chuyển qua nhau một cách trơn tru và không gây ra địa chấn chỉ khi không có sự bất thường hoặc độ dốc dọc theo bề mặt lỗi làm tăng khả năng chống ma sát. Hầu hết các bề mặt lỗi đều có độ sáng như vậy, dẫn đến một dạng hành vi chống trượt. Khi lỗi đã bị khóa, chuyển động tương đối liên tục giữa các tấm dẫn đến sự gia tăng ứng suất và do đó, lưu trữ năng lượng biến dạng trong thể tích xung quanh bề mặt lỗi. Điều này tiếp tục cho đến khi căng thẳng tăng đủ để vượt qua mức độ bất ngờ, đột nhiên cho phép trượt qua phần bị khóa của lỗi, giải phóng năng lượng được lưu trữ. Năng lượng này được giải phóng dưới dạng kết hợp của sóng địa chấn biến dạng đàn hồi bức xạ, gia nhiệt ma sát của bề mặt đứt gãy và nứt vỡ đá, do đó gây ra một trận động đất. Quá trình tích tụ dần dần của căng thẳng và căng thẳng bị chấm dứt do sự cố động đất đột ngột thường xuyên được gọi là lý thuyết phục hồi đàn hồi. Người ta ước tính rằng chỉ có 10 phần trăm hoặc ít hơn tổng năng lượng của trận động đất được tỏa ra dưới dạng năng lượng địa chấn. Hầu hết năng lượng của trận động đất được sử dụng để cung cấp năng lượng cho sự phát triển nứt gãy của trận động đất hoặc được chuyển thành nhiệt do ma sát tạo ra. Do đó, các trận động đất làm giảm năng lượng tiềm năng đàn hồi sẵn có của Trái Đất và tăng nhiệt độ của nó, mặc dù những thay đổi này không đáng kể so với dòng nhiệt dẫn nhiệt và đối lưu từ bên trong sâu của Trái Đất. 

### Các loại đứt gãy động đất
Có ba loại đứt gãy chính, tất cả đều có thể gây ra một trận động đất giữa các mảng: bình thường, đảo ngược (lực đẩy) và trượt. Đứt gãy thông thường và đảo ngược là các ví dụ về trượt nhúng, trong đó sự dịch chuyển dọc theo đứt gãy theo hướng nhúng và trong đó chuyển động trên chúng liên quan đến một thành phần thẳng đứng. Các lỗi thông thường xảy ra chủ yếu ở các khu vực nơi lớp vỏ được mở rộng như ranh giới phân kỳ. Đứt gãy ngược xảy ra ở những khu vực mà lớp vỏ đang được rút ngắn, chẳng hạn như tại một ranh giới hội tụ. Các lỗi trượt ngang là các cấu trúc dốc trong đó hai bên của lỗi trượt ngang qua nhau; ranh giới biến đổi là một loại lỗi trượt đặc biệt. Nhiều trận động đất được gây ra bởi sự di chuyển trên các đứt gãy có các thành phần của cả trượt và trượt; điều này được gọi là trượt xiên.Các đứt gãy ngược, đặc biệt là các đứt gãy dọc theo ranh giới mảng hội tụ, có liên quan đến các trận động đất mạnh nhất, động đất megathrust, bao gồm hầu hết tất cả các cường độ từ 8 độ trở lên. Các đứt gãy trượt, đặc biệt là các biến đổi lục địa, có thể tạo ra các trận động đất lớn lên tới khoảng 8 độ. Động đất liên quan đến các đứt gãy thông thường thường có cường độ nhỏ hơn 7. Đối với mỗi đơn vị tăng cường độ, năng lượng được giải phóng tăng khoảng ba mươi lần. Chẳng hạn, một trận động đất có cường độ 6.0 giải phóng năng lượng gấp khoảng 32 lần so với trận động đất mạnh 5,0 độ và trận động đất mạnh 7 độ richter sẽ giải phóng năng lượng gấp 1.000 lần so với trận động đất 5,0 độ richter. Một trận động đất mạnh 8,6 độ giải phóng năng lượng tương đương với 10.000 quả bom nguyên tử giống như những quả bom được sử dụng trong Thế chiến II.
Động đất mạnh như vậy bởi vì năng lượng được giải phóng trong một trận động đất, và do đó cường độ của nó, tỷ lệ thuận với diện tích của đứt gãy  và giảm ứng suất. Do đó, chiều dài càng dài và chiều rộng của vùng bị lỗi càng lớn thì cường độ kết quả càng lớn. Phần trên cùng, giòn nhất của lớp vỏ Trái Đất và các phiến mát của các mảng kiến tạo đang rơi xuống lớp phủ nóng, là những phần duy nhất trên hành tinh của chúng ta có thể lưu trữ năng lượng đàn hồi và giải phóng nó trong các đứt gãy. Đá nóng hơn khoảng 300 °C (572 °F)  dòng chảy để đáp ứng với căng thẳng; chúng không vỡ trong trận động đất. Độ dài tối đa quan sát được của vỡ và đứt gãy được ánh xạ (có thể vỡ trong một lần vỡ) là khoảng 1.000 km (620 mi) Ví dụ như các trận động đất ở Alaska (1957), Chile (1960) và Sumatra (2004), tất cả đều nằm trong các khu vực hút chìm. Trận động đất dài nhất làm vỡ các đứt gãy trượt, như đứt gãy San Andreas (1857, 1906), đứt gãy Bắc Anatilian ở Thổ Nhĩ Kỳ (1939) và đứt gãy Denali ở Alaska (2002), dài khoảng một nửa đến một phần ba chiều dài dọc theo lề tấm chìm, và chiều dài dọc theo các đứt gãy thông thường thậm chí còn ngắn hơn.

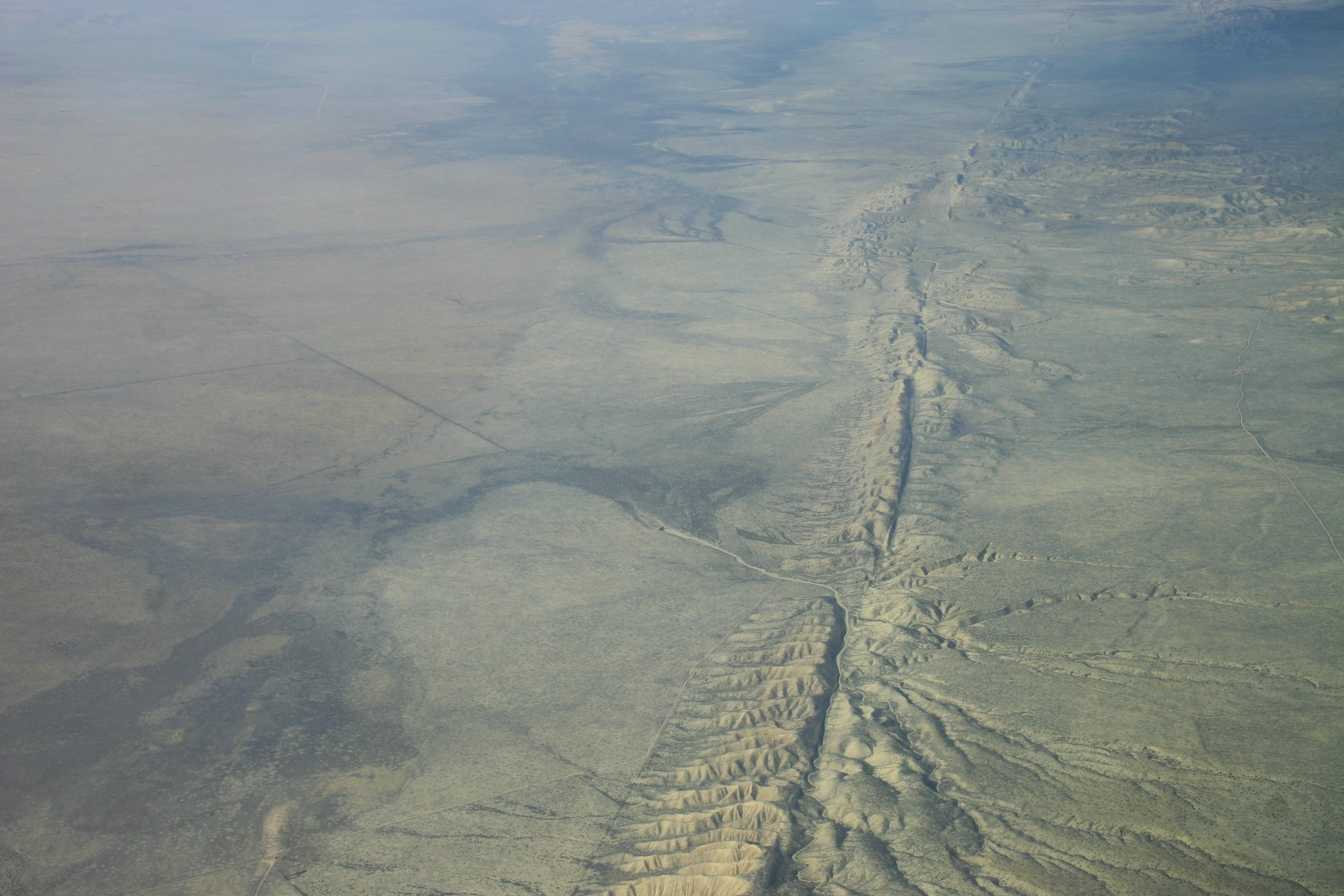
Ảnh chụp từ trên không của đứt gãy San Andreas ở Carrizo Plain, phía tây bắc Los Angeles

Tuy nhiên, thông số quan trọng nhất kiểm soát cường độ động đất tối đa đối với một đứt gãy không phải là chiều dài tối đa khả dụng, mà là chiều rộng có sẵn vì độ sau thay đổi theo hệ số 20. Cùng với lề tấm hội tụ, góc nhúng của mặt phẳng vỡ rất nông, thường là khoảng 10 độ. Do đó, chiều rộng của mặt phẳng trong lớp vỏ giòn trên cùng của Trái Đất có thể trở thành 50–100 km (31–62 mi)(Nhật Bản, 2011; Alaska, 1964), tạo ra những trận động đất mạnh nhất có thể.
Các đứt gãy trượt có xu hướng được định hướng gần theo chiều dọc, dẫn đến chiều rộng xấp xỉ 10 km (6,2 mi)     trong lớp vỏ giòn. Do đó, các trận động đất với cường độ lớn hơn 8 là không thể. Độ lớn tối đa dọc theo nhiều đứt gãy thông thường thậm chí còn hạn chế hơn vì nhiều trong số chúng nằm dọc theo các trung tâm trải rộng, như ở Iceland, nơi độ dày của lớp giòn chỉ khoảng 6 kilômét (3,7 mi).
Ngoài ra, tồn tại một hệ thống phân cấp mức độ căng thẳng trong ba loại đứt gãy. Các đứt gãy lực đẩy được tạo ra bởi các lỗi cao nhất, trượt do trung gian và các lỗi thông thường theo các mức căng thẳng thấp nhất. Điều này có thể dễ dàng được hiểu bằng cách xem xét hướng của ứng suất chính lớn nhất, hướng của lực "đẩy" khối đá trong quá trình đứt gãy. Trong trường hợp các sự cố thông thường, khối đá được đẩy xuống theo hướng thẳng đứng, do đó lực đẩy (ứng suất chính lớn nhất) bằng trọng lượng của chính khối đá. Trong trường hợp lực đẩy, khối đá "thoát" theo hướng ứng suất nhỏ nhất, cụ thể là hướng lên, nâng khối đá lên, và do đó, quá tải tương đương với ứng suất chính nhỏ nhất. Loại đứt gãy trượt ngang là trung gian giữa hai loại khác được mô tả ở trên. Sự khác biệt về chế độ ứng suất này trong ba môi trường đứt gãy có thể góp phần vào sự khác biệt về giảm ứng suất trong quá trình đứt gãy, điều này góp phần tạo ra sự khác biệt trong năng lượng bức xạ, bất kể kích thước của đứt gãy.

### Động đất cách xa ranh giới mảng

So sánh các trận động đất năm 1985 và 2017 tại Mexico City, Puebla và Michoacán / Guerrero

Khi ranh giới mảng xảy ra trong thạch quyển lục địa, biến dạng được trải ra trên một diện tích lớn hơn nhiều so với ranh giới mảng. Trong trường hợp biến đổi lục địa đứt gãy San Andreas, nhiều trận động đất xảy ra cách xa ranh giới mảng và có liên quan đến các chủng phát triển trong vùng biến dạng rộng hơn gây ra bởi sự bất thường lớn trong dấu vết đứt gãy (ví dụ, khu vực "Uốn cong lớn"). Trận động đất Northridge có liên quan đến chuyển động trên một lực đẩy mù trong khu vực như vậy. Một ví dụ khác là ranh giới mảng hội tụ xiên mạnh giữa các mảng Ả Rập và Á-Âu, nơi nó chạy qua phần phía tây bắc của dãy núi Zagros. Biến dạng liên quan đến ranh giới mảng này được phân chia thành các chuyển động cảm giác lực đẩy gần như thuần túy vuông góc với ranh giới trên một vùng rộng về phía tây nam và chuyển động trượt gần như thuần túy dọc theo đứt gãy Main Recent gần với ranh giới mảng thực tế. Điều này được thể hiện bằng các cơ chế đầu mối động đất.
Tất cả các mảng kiến tạo đều có các trường ứng suất bên trong gây ra bởi sự tương tác của chúng với các mảng lân cận và tải hoặc dỡ tải trầm tích. Những ứng suất này có thể đủ để gây ra đứt gãy dọc theo các mặt phẳng đứt gãy hiện có, dẫn đến động đất bên trong.

### Động đất tập trung và động đất tập trung sâu

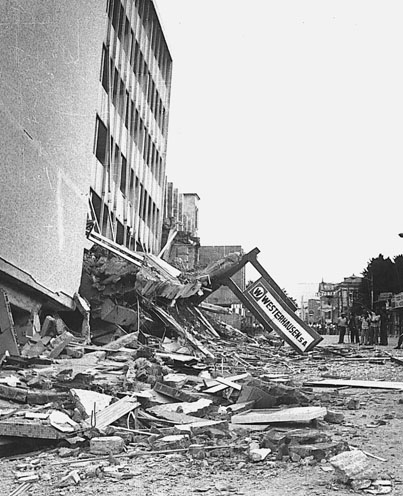
Tòa nhà Gran Hotel bị sập ở khu đô thị San Salvador, sau trận động đất ở San Salvador năm 1986

Phần lớn các trận động đất kiến tạo bắt nguồn từ vòng lửa ở độ sâu không quá hàng chục km. Động đất xảy ra ở độ sâu dưới 70 km (43 mi) được phân loại là động đất "tập trung nông", trong khi những trận động đất có độ sâu tiêu cự từ 70 và 300 km (43 và 186 mi) thường được gọi là trận động đất "trung tâm" hoặc "độ sâu trung gian". Trong các khu vực hút chìm, nơi lớp vỏ đại dương cũ và lạnh hơn hạ xuống bên dưới một mảng kiến tạo khác, các trận động đất tập trung sâu có thể xảy ra ở độ sâu lớn hơn nhiều (từ 300 đến 700 km (190 đến 430 mi)). Các khu vực hút chìm hoạt động địa chấn này được gọi là các khu vực Benadoff của Wadati. Các trận động đất tập trung sâu xảy ra ở độ sâu nơi thạch quyển chìm không còn dễ vỡ, do nhiệt độ và áp suất cao. Một cơ chế có thể cho việc tạo ra các trận động đất tập trung sâu là lỗi do olivine trải qua quá trình chuyển pha thành cấu trúc spinel.

### Động đất và hoạt động núi lửa
Động đất thường xảy ra ở các vùng núi lửa và được gây ra ở đó, cả bởi các đứt gãy kiến tạo và sự di chuyển của magma trong núi lửa. Những trận động đất như vậy có thể đóng vai trò là một cảnh báo sớm về các vụ phun trào núi lửa, như trong vụ phun trào núi St. Helens năm 1980. Các trận động đất có thể đóng vai trò là điểm đánh dấu cho vị trí của magma chảy trong các ngọn núi lửa. Những vị trí này có thể được ghi lại bằng máy đo địa chấn và máy đo độ nghiêng (một thiết bị đo độ dốc mặt đất) và được sử dụng làm cảm biến để dự đoán các vụ phun trào sẽ xảy ra hoặc sắp xảy ra.

## Ảnh hưởng
Động đất diễn ra hàng ngày trên Trái Đất. Chúng có thể có sự rung động rất nhỏ để có thể cảm nhận cho tới đủ khả năng để phá hủy hoàn toàn các thành phố. Hầu hết các trận động đất đều nhỏ và không gây thiệt hại.
Tác động trực tiếp của trận động đất là rung cuộn mặt đất (Ground roll), thường gây ra nhiều thiệt hại nhất. Các rung động này có biên độ lớn, vượt giới hạn đàn hồi của môi trường đất đá hay công trình và gây nứt vỡ. Tác động thứ cấp của động đất là kích động lở đất, lở tuyết, sóng thần, nước triều giả, vỡ đê. Sau cùng là hỏa hoạn do các hệ thống cung cấp năng lượng (điện, ga) bị phá hủy.
Trong hầu hết trường hợp, động đất tự nhiên là chuỗi các vụ động đất có cường độ khác nhau, kéo dài trong thời gian nhất định, cỡ vài ngày đến vài tháng. Trong chuỗi đó thì trận động đất mạnh nhất gọi là động đất chính (mainshock), còn những lần yếu hơn thì gọi là dư chấn. Dư chấn trước động đất chính gọi là tiền chấn (Foreshock), còn sau động đất chính gọi là "Aftershock" nhưng trong tiếng Việt hiện dùng từ "dư chấn".
Năng lượng của động đất được trải dài trong một diện tích lớn, và trong các trận động đất lớn có thể trải hết toàn cầu. Các nhà khoa học thường có thể định được điểm mà các sóng địa chấn được bắt đầu. Điểm này được gọi là chấn tiêu (hypocentre). Hình chiếu của điểm này lên mặt đất được gọi là chấn tâm (epicenter).
Các trận động đất xảy ra dưới đáy biển có thể gây ra lở đất hay biến dạng đáy biển, làm phát sinh sóng thần.

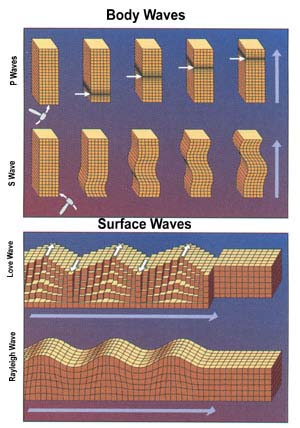
Sóng khối: P, S, và sóng mặt: Love, Rayleigh

Các nhà địa chấn phân chia ra bốn loại sóng địa chấn, được xếp thành 2 nhóm: hai loại gọi là sóng khối (Body waves) và hai loại gọi là sóng bề mặt (Surface waves).
Sóng khối phát xuất từ chấn tiêu và lan truyền ra khắp các lớp của Trái Đất. Tại chấn tâm thì sóng khối lan đến bề mặt sẽ tạo ra sóng mặt. Bốn sóng này có vận tốc lan truyền khác nhau, và tại trạm quan sát địa chấn ghi nhận được theo thứ tự đi đến như sau: 
- Sóng P: Sóng sơ cấp (Primary wave) hay sóng dọc (Longitudinal wave).
- Sóng S: Sóng thứ cấp (Secondary wave) hay sóng ngang (Shear wave).
- Sóng Love: Một dạng sóng mặt ngang phân cực ngang.
- Sóng Rayleigh: còn gọi là rung cuộn mặt đất (Ground roll)

Tùy theo tình trạng ghi nhận sóng của trạm, nhà địa chấn tính ra cường độ, khoảng cách và độ sâu chấn tiêu với mức chính xác thô. Kết hợp số liệu của nhiều trạm quan sát địa chấn sẽ xác định được cường độ và tọa độ vụ động đất chính xác hơn.

## Các thang cường độ

### Thang đo độ Richter
1–2 trên thang Richter
Không thể nhận biết
2–4 trên thang Richter
Có thể nhận biết nhưng không gây thiệt hại
4–5 trên thang Richter
Mặt đất rung chuyển, nghe tiếng nổ, thiệt hại không đáng kể
5–6 trên thang Richter
Nhà cửa rung chuyển, một số công trình có hiện tượng bị nứt
6–7 trên thang Richter
kích hoạt  sạt lở,núi lửa có thể phun trào
7–8 trên thang Richter
Mạnh, phá hủy hầu hết các công trình xây dựng thông thường, có vết nứt lớn hoặc hiện tượng sụt lún trên mặt đất.
8–9 trên thang Richter
Rất mạnh, phá hủy gần hết cả thành phố hay đô thị, có vết nứt lớn, vài tòa nhà bị lún
>9 trên thang Richter
Rất hiếm khi xảy ra
>10 trên thang Richter
Cực hiếm khi xảy ra, phá hủy toàn bộ

### Các thang đo khác
- Thang độ lớn mô men (Mw)
- Thang Rossi-Forel (viết tắt là RF)
- Thang Medvedev-Sponheuer-Karnik (viết tắt là MSK)
- Thang Mercalli (viết tắt là MM)
- Thang Shindo của cơ quan khí tượng học Nhật Bản
- Thang EMS98 tại châu Âu

## Ảnh hưởng của động đất

### Rung lắc, vỡ bề mặt
Đây chính là ảnh hưởng chính của động đất. Mức độ nghiêm trọng của nó dựa trên cường độ, khoảng cách tính từ chấn tâm, và các điều kiện về địa chất, địa mạo tại nơi bị ảnh hưởng. Độ rung lắc được đo bằng PGA (peak ground acceleration).

### Sạt lở đất, lở tuyết
Động đất cũng giống như bão, hoạt động của núi lửa, v.v. chúng có thể gây ra sự bất ổn ở những nơi dốc, dẫn đến sạt lở đất. Sạt lở đất vẫn có thể diễn ra trong công tác cứu hộ.

### Hỏa hoạn
Động đất có thể gây ra hỏa hoạn khi chúng phá hủy các đường dây điện và các đường ống khí. Trong hoàn cảnh mà các đường ống nước bị thiệt hại và các dư chấn vẫn còn tiếp diễn, sẽ rất khó khăn để ứng phó với các đám cháy. Động đất San Francisco 1906 là một ví dụ điển hình khi số người thiệt mạng chủ yếu là vì hỏa hoạn chứ không phải động đất.

### Sóng thần
Sóng thần là một hậu quả nghiêm trọng của động đất. Nó có thể di chuyển với vận tốc lên tới 800 km/h, tùy thuộc vào độ sâu. Sóng thần có thể di chuyển hàng ngàn cây số và quét sạch nơi nó đi qua chỉ vài giờ sau động đất.
Thông thường thì động đất với cường độ bé hơn 7,5 độ Richter không tạo ra sóng thần cho dù đã có một số trường hợp ngoại lệ được ghi lại.

### Con người
Động đất gây ảnh hưởng nghiêm trọng tới tính mạng, tài sản con người. Nó có thể dẫn tới dịch bệnh, thiếu các nhu cầu cơ bản, ảnh hưởng đến tinh thần...

## Dự báo động đất
Dự báo động đất (Earthquake prediction) là nỗ lực được nhiều thế hệ nhà địa chấn học hướng đến thực hiện, nhằm dự báo thời gian, địa điểm, cường độ và các tính trạng khác, kể cả xây dựng ra phương pháp dự báo như phương pháp VAN (VAN method). Song mục tiêu chính cần đạt là đánh giá nguy cơ xảy ra động đật của từng vùng, thể hiện ở bản đồ phân vùng nguy cơ động đất. Hiện vẫn chưa đạt được dự báo cho từng vụ, nghĩa là động đất là một thiên tai chưa thể dự báo trước được. Cho nên những người sống ở vùng có nguy cơ động đất không thể tránh nó được.
Có những thông tin nói về một số loài động vật như voi, chó, chồn, mèo, v.v. có hành vi lánh nạn trước khi xảy ra động đất và sóng thần, bằng chứng là chúng ít bị thiệt mạng trong tai biến này, song chưa được nghiên cứu đầy đủ.

## Sự chuẩn bị, ứng phó với động đất
Kỹ thuật động đất (earthquake engineering) là một kỹ thuật với mục tiêu dự báo sự ảnh hưởng của động đất lên các tòa nhà,các công trình, kiến trúc và đồng thời thiết kế các kết cấu mới nhằm có thể hạn chế tối đa các thiệt hại. Các công trình, kiến trúc đã được xây dựng có thể dùng tới phương pháp trang bị địa chấn (seismic retrofitting) để nâng cao khả năng chống chịu động đất. Bảo hiểm động đất (earthquake insurance) có thể giúp cho các chủ tòa nhà, công trình tránh khỏi những thiệt hại về kinh tế do động đất gây ra.

## Nên làm gì khi có động đất

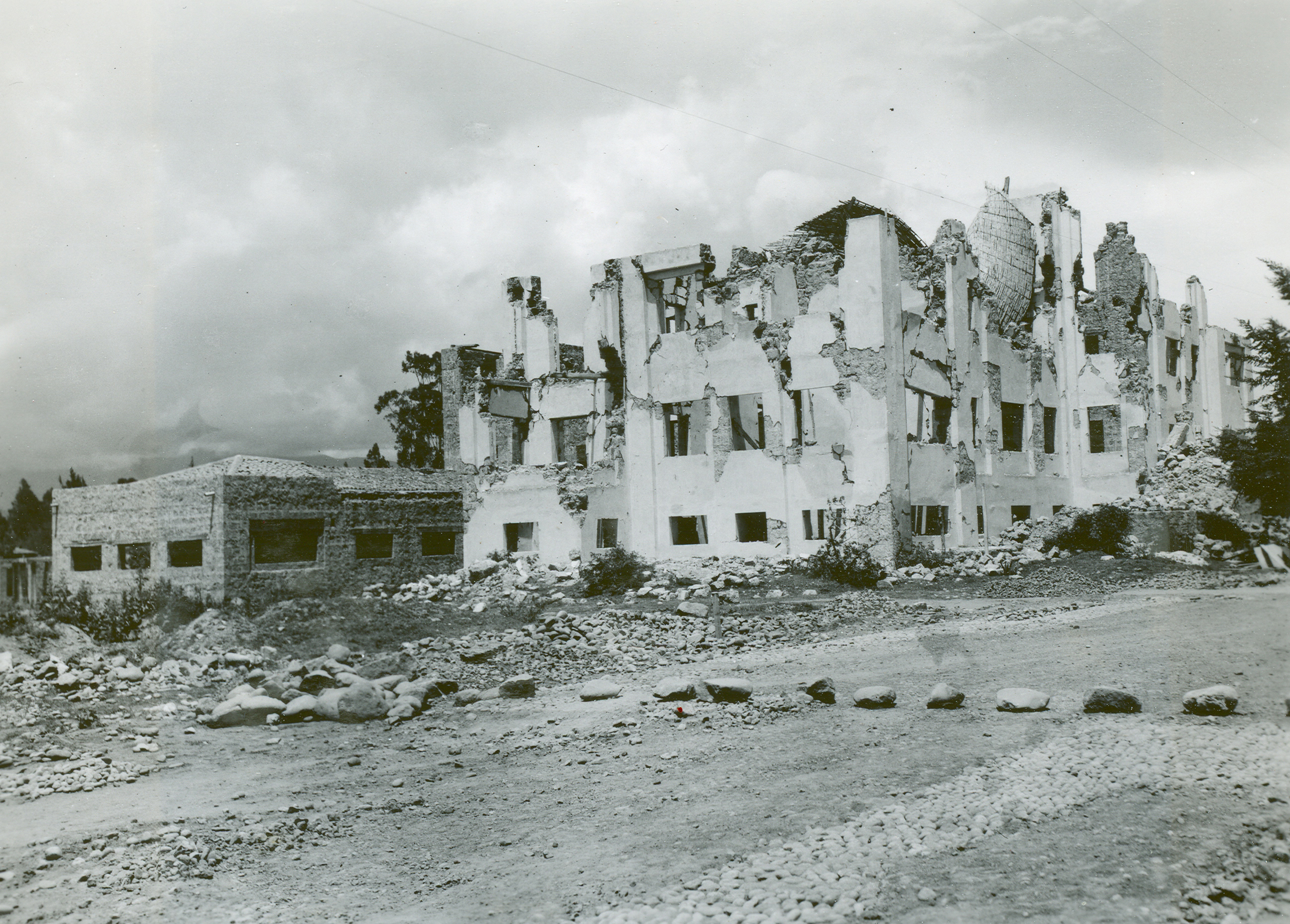
Một bệnh viện bị phá hủy sau động đất

Động đất không thể dự báo trước, song có một số điều ta có thể làm để trước, trong lúc, và sau động đất để tránh hoặc giảm thương tích và thiệt hại do động đất gây ra.

### Trước động đất
- Những vật dụng trong nhà nên được đứng vững chắc. Những thứ như ti vi, gương, máy tính, v.v. nên được dán chặt vào tường để khi lung lay cũng không rớt xuống đất gây ra thương tích. Tranh, gương, v.v. nên được đặt xa giường ngủ.
- Đặt các đồ đạc nặng trong nhà như kệ sách, tủ chén, v.v. xa khỏi các cửa và những nơi thường lui tới để khi chúng ngã vẫn không làm chướng ngại lối ra. Chúng cũng nên được dính chặt vào tường.
- Vật dụng nhà bếp nên được dính chặt vào mặt đất, tường, hay mặt bàn.
- Những vật nặng hay dễ bể nên để gần mặt đất.
- Với những nơi dễ ra vào, dự trữ nước uống, đồ ăn đóng hộp, đèn pin, pin, rađiô, băng, thuốc men. Thay đổi chúng thường xuyên khi hết hạn.
- Chọn một chỗ tụ họp gia đình nếu mọi người không ở cùng nơi khi động đất xảy ra.

### Trong lúc động đất

#### Trong nhà
- Nếu động đất xảy ra trong lúc trong nhà nên chui xuống gầm bàn.
- Tìm góc phòng để đứng. Tránh cửa kính.
- Tránh xa những vật có thể rơi xuống.
- Che mặt và đầu bằng sách, báo để khỏi bị các mảnh vụn trúng.
- Nếu mất điện, dùng đèn pin. Đừng dùng nến hay diêm vì chúng có thể gây hỏa hoạn.
- Mở rađiô để xem có tin tức khẩn cấp không.

#### Trong các tòa nhà cao tầng
- Tuyệt đối không được dùng thang máy vì khi có động đất thì hay kèm theo mất điện và nếu dùng thang máy thì sẽ bị kẹt. Cũng không được dùng thang bộ
- Cũng nên tránh xa các khu vực có cửa kính, đèn điện treo.
- Khóa gas, mở cửa sổ hoặc cửa ra vào.
- Nghiên cứu cho thấy có khá nhiều người bị thương là do cố ra khỏi tòa nhà cao tầng ngay lập tức hoặc chạy sang các chỗ khác cùng tòa nhà. Hầu hết thương vong liên quan tới động đất do bị tường đổ, các mảnh kính bị vỡ và văng vào người.

#### Ngoài đường
- Tránh xa các tòa nhà và dây điện. Tìm chỗ trống để đứng.
- Nếu động đất xảy ra trong lúc lái xe, ngừng xe ở lề đường. Tránh các cột điện, dây điện, và đường cầu, không chui xuống gầm xe

### Sau khi có động đất
- Kiểm tra xem có ai bị thương không. Đừng di chuyển người bị thương trừ khi họ ở gần dây điện hay những nơi nguy hiểm khác. Gọi cấp cứu nếu có người tắt thở. Nếu bị nhà sập, gây tiếng động để kêu cứu.
- Chuẩn bị cho các trận dư chấn, những trận động đất gây ra bởi trận động đất vừa xảy ra. Tuy chúng nhỏ hơn, chúng vẫn có thể gây ra thương tích.
- Mở radio để xem có tin tức khẩn cấp không.
- Động đất có thể làm đứt dây điện, gas, hay nước. Nếu ngửi thấy có mùi hôi, mở cửa sổ và tắt đường gas, đừng tắt mở máy nào hết, và ra ngoài. Thông báo các nhà chức trách.
- Đến nơi đã chọn để tụ họp và tính đầy đủ.

## Các trận động đất lớn
Một trong những trận động đất lớn nhất được ghi lại trong lịch sử là động đất Thiểm Tây 1556, xảy ra vào ngày 23 tháng 1. Hơn 830.000 người thiệt mạng trong trận động đất khủng khiếp này. Vào thời gian này, nhà chủ yếu được xây dựng theo kiểu yaodong, tức là được xây dựng trên phần dốc của đồi. Rất nhiều người đã thiệt mạng khi những ngôi nhà này bị phá hủy. Động đất Đường Sơn 1976 là trận động đất khủng khiếp nhất thế kỷ 20, giết chết 240.000 – 650.000 người.
Trận động đất năm 1960 xảy ra tại Chile (1960 Valdivia earthquake) chính là trận động đất lớn nhất từng được ghi lại bằng địa chấn kế với cường độ 9,5 độ Richter. Chấn tâm nằm ở gần Cañete, Chile. Năng lượng mà nó giải phóng mạnh gần gấp đôi so với trận động đất mạnh thứ nhì, động đất Alaska 1964.
Mười trận động đất mạnh nhất được ghi lại đều là siêu động đất, tuy nhiên chỉ có động đất và sóng thần Ấn Độ Dương 2004 là một trong những trận động đất kinh hoàng nhất với con người. Ngoài ra còn có trận động đất ở Nhật Bản năm 2011 được ghi nhận có cường độ ở mức như vậy, nhưng con số thương vong chưa phải là lớn nhất.

## Tại Việt Nam
Xem thêm: Danh sách động đất ở Việt Nam
Do vùng bán đảo Đông Dương nằm trong một mảng kiến tạo và xa với vùng rìa mảng, nên tại Việt Nam rất hiếm những trận động đất mạnh, và gần như không có động đất và sóng thần ở mức hủy diệt. Chỉ một số ít trận động đất được ghi nhận trong lịch sử.
Trận động đất 6,1 độ Richter xảy ra ở vùng ngoài khơi Nam Trung Bộ năm 1923, đi cùng hiện tượng phun trào núi lửa Hòn Tro.
Hai trận trận động đất mạnh ghi nhận là động đất Điện Biên năm 1935 cường độ 6,75 độ Richter, và động đất Tuần Giáo năm 1983 cường độ 6,8 độ Richter. Những động đất này có chấn tiêu nông, nên vùng rung động phá hủy hẹp, không gây thiệt hại đáng kể.
Những động đất ở vùng lân cận gây ra rung lắc ở vùng đất Việt Nam gần đây, thì có động đất cường độ khoảng 7,0 độ Richter xảy ra năm 2011 tại khu vực biên giới Myanmar - Lào - Thái Lan, gây rung động cảm nhận được ở các tỉnh miền bắc Việt Nam.
Những trận động đất mạnh dưới 6 độ Richter trên đất liền Việt Nam hằng năm có khoảng chục vụ. 
Điển hình như:
- Vào lúc 12:14:51 trưa ngày 27/07/2020, ở khu vực huyện Mộc Châu, tỉnh Sơn La. Trận động đất với cường độ 5,3 độ Richter, vị trí tọa độ 20.83 độ vĩ Bắc, 104.65 độ kinh Đông, độ sâu chấn tiêu 14 km, khiến cho các tỉnh thành như Hà Nội, Phú Thọ, Hoà Bình, Thái Nguyên, Thanh Hóa xảy ra hiện tượng rung lắc.
- Vào hồi 19:37:53  (giờ Hà Nội) ngày 24/12/2021, một trận động đất có độ lớn 3,9 độ Richter xảy ra tại vị trí có tọa độ (22,391 độ vĩ Bắc, 101,811 độ kinh Đông), độ sâu chấn tiêu khoảng 8,6 km. Động đất xảy ra tại khu tỉnh Phongsaly, Lào nhưng khiến nhiều chung cư ở Hà Nội bị rung lắc nhẹ.
- Vào hồi 14:08:04 (giờ Hà Nội) ngày 23/08/2022  một trận động đất có độ lớn 4,7  xảy ra tại vị trí có tọa độ (14.768  độ vĩ Bắc, 108.209  độ kinh Đông), độ sâu chấn tiêu khoảng 8.2 km. Động đất xảy ra trên địa phận xã Kon Plông, tỉnh Kon Tum nên phạm vi ảnh hưởng khá lớn, đặc biệt người dân sống tại các tòa nhà cao tầng tại Đà Nẵng, Quảng Nam, Quảng Ngãi đều cảm nhận rung chấn.

Trong tháng 9 năm 2024, trên cả nước đã xảy ra 36 trận động đất với độ lớn từ 2.5 đến 4.0, trong đó có 32 trận đã xảy ra tại huyện Kon Plong, tỉnh Kon Tum

### Phòng ngừa
Hiện nay Viện Vật lý địa cầu đã xây dựng 10 trạm quan sát địa chấn trên lãnh thổ Việt Nam, gửi số liệu theo thời gian thực về Viện.
Viện cũng có quan hệ trao đổi dữ liệu với các quốc gia và vùng lãnh thổ trong khu vực, hợp tác với Trung tâm Cảnh báo sóng thần Thái Bình Dương (Pacific Tsunami Warning Center) tại Hawaii (Mỹ) và Trung tâm Báo động sóng thần Đại Tây dương (Atlantic Ocean - Tsunami Alarm System Lưu trữ ngày 24 tháng 6 năm 2015 tại Wayback Machine) để nhận thông tin, xử lý và đưa ra khuyến cáo.